# Mike Osborne
Pour les articles homonymes, voir Osborne.
Mike Osborne, de son vrai nom Michael Evans Osborne, est un saxophoniste alto britannique de jazz et free jazz, il est né le 28 septembre 1941 et est mort le 19 septembre 2007. Formé à la Guildhall School of Music and Drama de Londres, il intègre en 1962 la formation de Mike Westbrook. Puis, il a notamment appartenu au groupe de Chris McGregor Brotherhood of Breath dans les années 1960 et 1970. En 1973, il forme le  trio de saxophones SOS comprenant : Surman, Osborne et Skidmore.
Souffrant de schizophrénie à tendance paranoïaque, il dut se retirer de la scène dès 1982 et partit vivre dans sa ville natale de Hereford. Il est mort le 19 septembre 2007 d'un cancer du poumon.

## Discographie
- Mike Osborne Trio: Border Crossing (Ogun Records)
- Mike Osborne Trio: All Night Long (Live at Willisau) (Ogun Records)
- Mike Osborne & Stan Tracey: Original (Cadillac Records)
- Mike Osborne/Stan Tracey Duo (Cadillac Records)
- Tandem: Mike Osborne/Stan Tracey Live at the Bracknell Festival (Ogun Records)
- Mike Osborne Quintet: Marcel's Muse (Ogun Records)
- Shapes (Future Music Records)

Avec Brotherhood of Breath
- Bremen to Bridgwater (Cuneiform Records)

Avec John Surman
- John Surman (Deram Records)
- How Many Clouds Can You See? (Deram Records)

Avec Mike Westbrook
- The Mike Westbrook Concert Band: Marching Song Vols. 1 & 2 (Deram Records)
- The Mike Westbrook Concert Band: Release (Deram Records)

Avec Michael Gibbs
- Michael Gibbs (Deram Records)

Avec Mike Cooper
- Too Late Now (Dawn Records)
- "Your Lovely Ways" (Dawn Records)
- "Life And Death In Paradise"(Fresh Air Records)

Avec Alan Skidmore
- Alan Skidmore Quintet: T.C.B. (Philips Records)

Avec Kenny Wheeler
- Song For Someone (Incus Records)

Avec the London Jazz Composers Orchestra
- London Jazz Composers Orchestra: Ode (Intakt Records)

Avec Harry Miller's Isipingo
- Which Way Now: Live In Bremen 1975 (Cuneiform Records)
- Family Affair (Ogun Records)

Avec Norma Winstone
- Edge Of Time (Algo Records)